# Frank Janssen
Frank Janssen (Beverwijk, 22 mei 1961) is een voormalige Nederlandse voetballer. Hij speelde vijf dagen voor zijn negentiende verjaardag eenmalig in het eerste van Ajax. Die ene wedstrijd was wel meteen een bekerfinale, tegen Feyenoord, dat met 3-1 won na eerst te hebben achtergestaan. Omdat hij niet tot de A-selectie van Ajax behoorde, had hij geen eigen rugnummer. Daarom speelde hij met het shirt van centrumspits Henning Jensen (nummer 7).

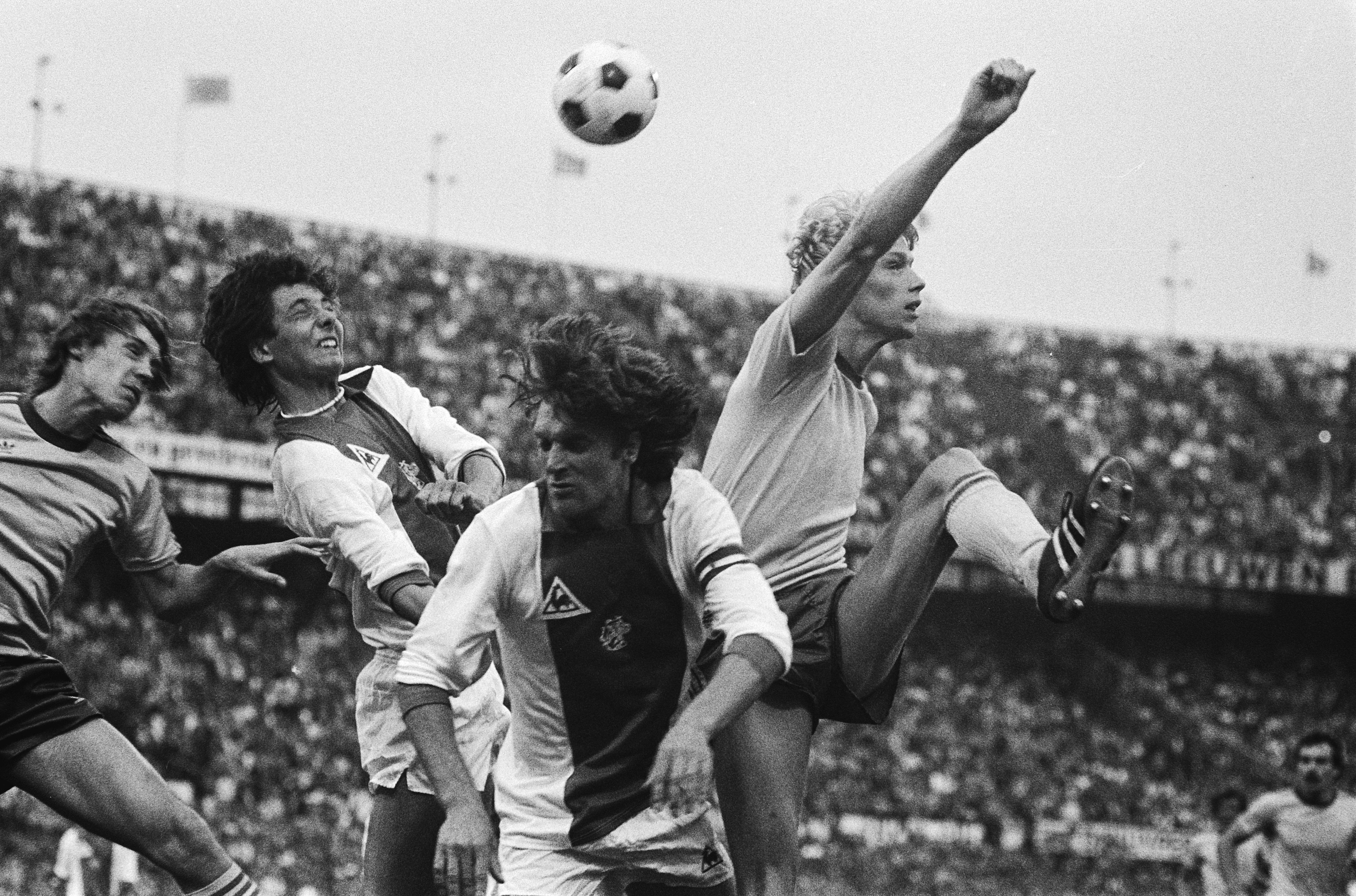
Frank Janssen in een kopduel tijdens de bekerfinale van 1980 tegen Feyenoord.

Janssen speelde aanvankelijk tennis en werd gezien als een groot talent. Hij werd Nederlands kampioen bij de jeugd in de categorieën tot veertien en tot zestien jaar. Toen hij in de vierde klas van het Atheneum zat, stopte hij met school en zette hij een jaar lang alles op tennis. Eind 1978 stopte hij met tennissen, pakte zijn school weer op en ging voetballen bij De Kennemers uit Beverwijk. Hij was eigenlijk geen verdediger, maar in de wedstrijd waarin hij werd gescout door Ajax stond hij centraal achterin. Hij speelde in het seizoen 1979/'80 in het C-elftal van Ajax. Omdat er veel blessures waren in de defensie deed trainer Leo Beenhakker, met wie hij een goede band had, een beroep op de jeugdspeler. Hij moest Kees Zwamborn vervangen en werd de directe tegenstander van Pétur Pétursson. Met de opvolger van Beenhakker, Aad de Mos, had Frank Janssen een minder goede klik. Mede daardoor kwam hij niet meer voor het eerste van Ajax uit in officiële wedstrijden. Met Ajax speelde Janssen nog wel enkele oefenwedstrijden tegen topclubs tijdens een toernooi in Parijs. Ook speelde hij in Denemarken tegen Fremad Amager, de oude club van Frank Arnesen en Søren Lerby. Na zijn periode bij Ajax was er was interesse van SC Amersfoort, Sparta en Telstar, maar Janssen besloot voor zijn maatschappelijke carrière te gaan. Tot zijn veertigste heeft hij nog bij de amateurs gevoetbald. Uiteindelijk koos hij ervoor om lichamelijke oefening gaan studeren. Daarna werd hij jarenlang tennisparkbeheerder.